# Bittacus fumosus
Bittacus fumosus is een schorpioenvlieg uit de familie van de hangvliegen (Bittacidae). De wetenschappelijke naam van de soort is voor het eerst geldig gepubliceerd door Esben-Petersen in 1913.
De soort komt voor in Kenia, Tanzania, Zambia en Zimbabwe.